# Skærbredpande
Skærbredpanden (Pyrgus serratulae) er en sommerfugl i bredpandefamilien. Den er almindeligt udbredt i Syd- og Mellemeuropa på overdrev og enge. 

## Udbredelse
Arten er kun set to gange i Danmark – en i Vejle i 1908 og en ved Strognæs Dige på Lolland i 1909. Selv disse to fund er usikre og det er nok mest sandsynligt at skærbredpanden ikke findes foreløbigt i Danmark igen. Arten findes i Syd- og Mellemeuropa på ugødede overdrev og enge og flyver i maj – juni. I højderne i Alperne kan den se helt op til 2500 meter og her er flyvetiden noget senere: juli – august.

## Udseende
Skærbredpanden ligner de to andre Pyrgus-arter i Danmark (fransk bredpande og spættet bredpande). Skærbredpanden kan kendes ved at oversiden minder om fransk bredpande, men pletterne er mindre, og sommerfuglen har gerne et gyldengrønt skær. På undersiden er bagvingernes ribber ikke lysere end den olivengrønne grundfarve. Skærbredpandens vingefang er på 22-27 mm, men størrelsen varierer meget.

## Livscyklus
Der findes altid kun en enkelt generation af skærbredpanden om året. Æggene klækker efter ca. 2 uger. Larverne overvintrer i bladskjul. Efter en larvetid på over 10 måneder forpuppes larven og puppen klækker efter 2-3 uger.

## Larvens foderplanter
Sommerfuglelarver er specialiserede til kun at æde nogle få planter. Larver af Skærbredpande lever af:
Krybende Potentil, vårpotentil og andre potentilarter og ærteblomstrede.